# Тянь-Шань

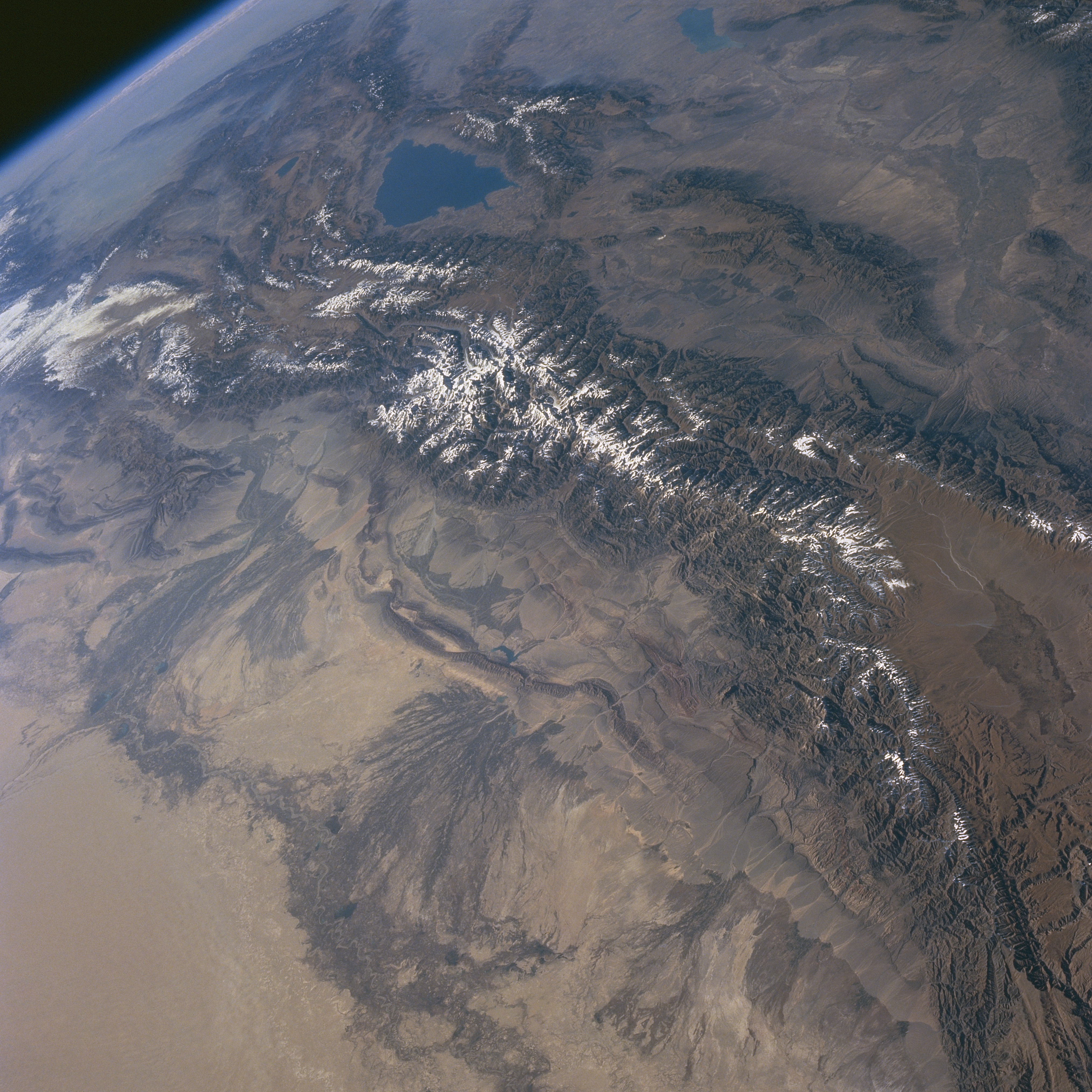
Тянь-Шань з космосу.

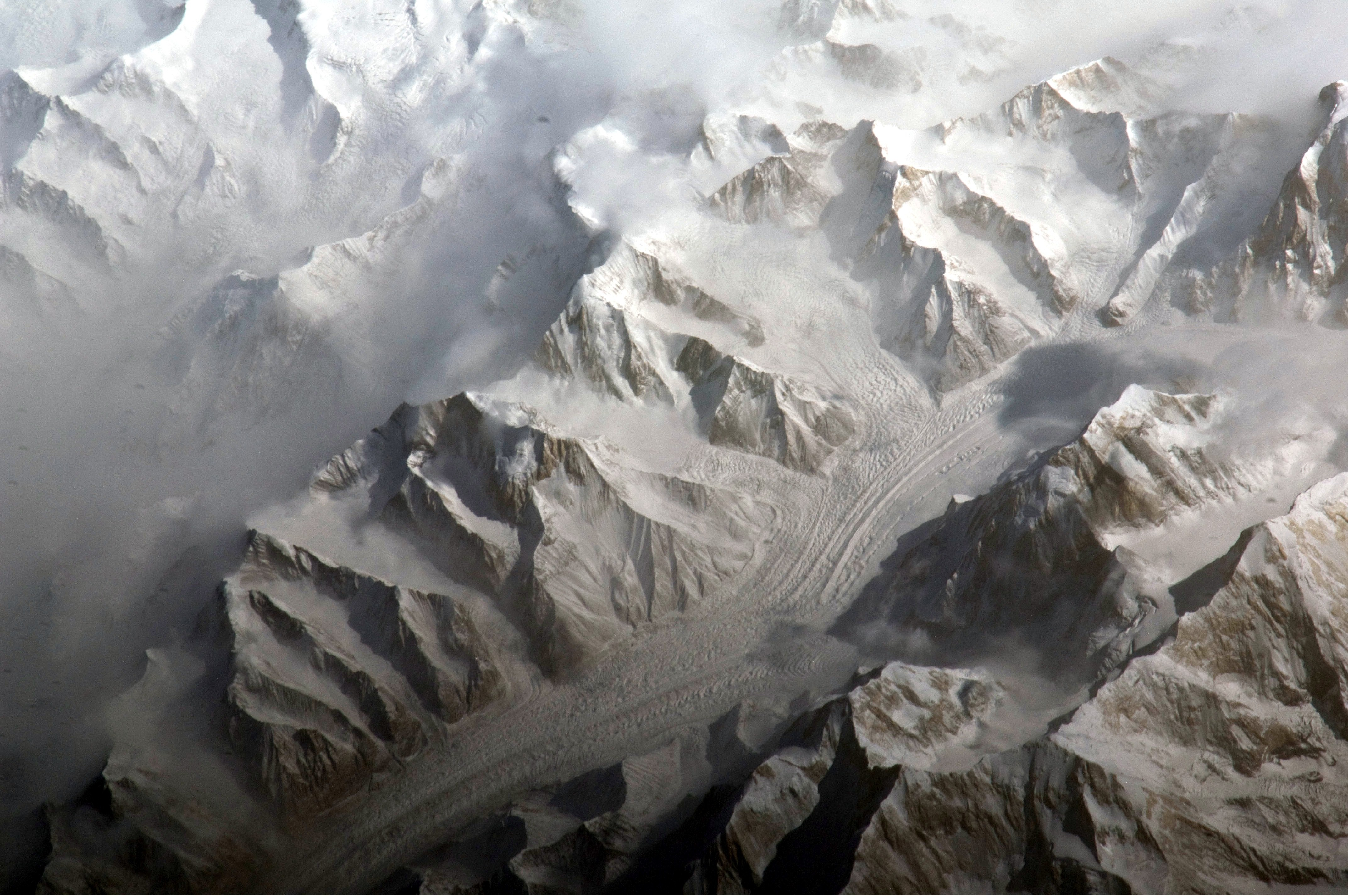
Центральний Тянь-Шань.

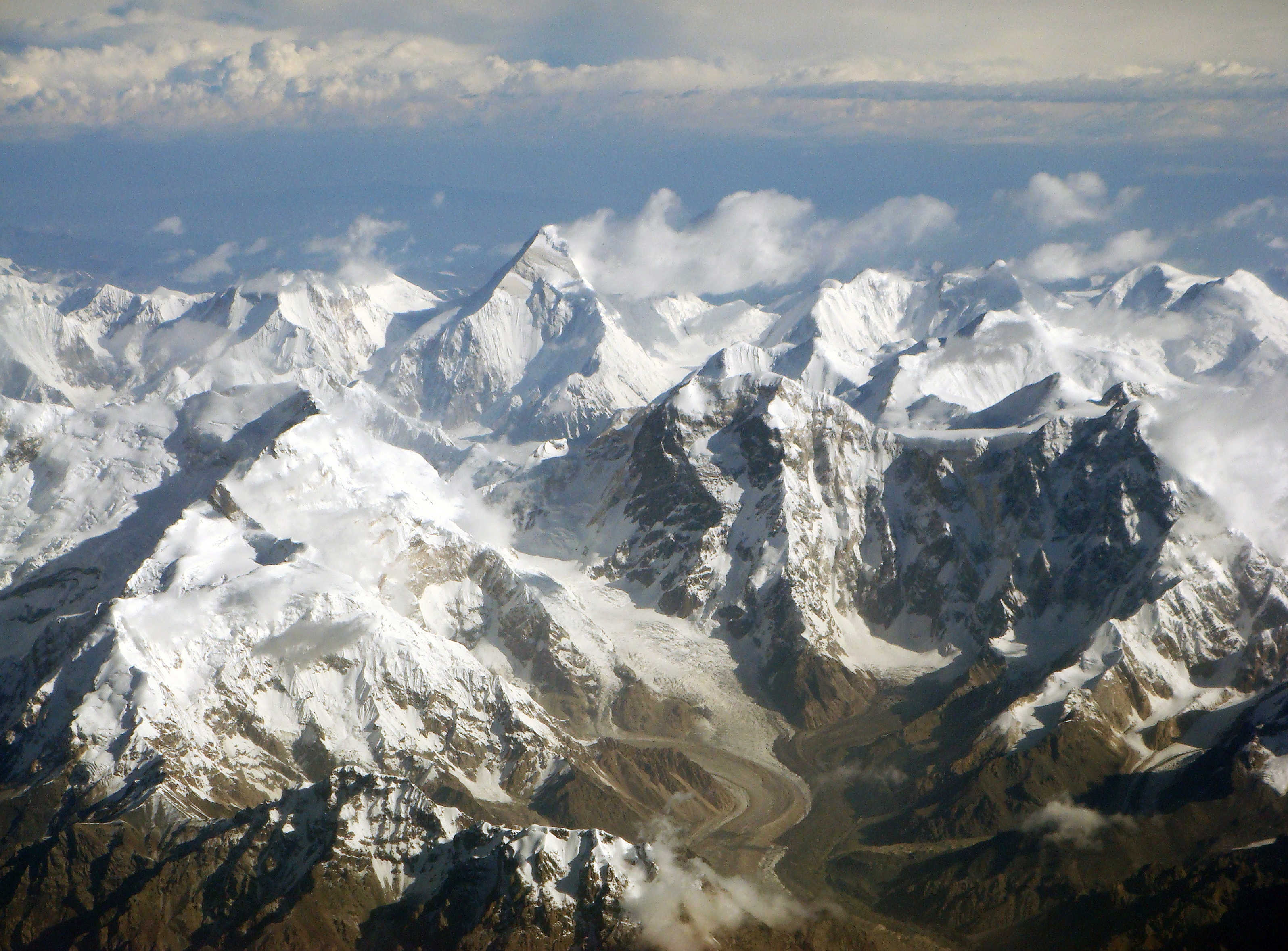
Тянь-Шань на кордоні між Китаєм і Киргизстаном, гора Хан-Тенгрі (6995 м) у центрі фото.

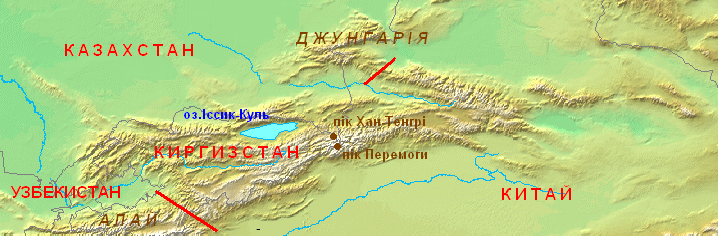
Тянь-Шань

Тянь-Шань (каз. Тәңіртауы/Алатау, кит.: 天山, кирг. Теңир-Тоо/Ала-Тоо, узб. Tyan-Shan) — гірська система в Центральній Азії, що простяглась на території Казахстану, Узбекистану, Киргизстану та Китаю.

## Загальний опис
Тянь-Шань — потужна гірська система в Центральній Азії. Довжина 2450 км, ширина коливається від 350 км у центральній частині до 500 км на сході й заході, висота до 7439 м (пік Перемоги). Пік Хан-Тенгрі — 6995 м. До системи Тянь-Шаню входить понад 30 вершин висотою понад 6000 м. Льодовики загальною площею 7,3 тис. км2. Характерні пустельні, напівпустельні та степові ландшафти, а також високо підняті (3000—4000 м) вирівняні поверхні — сирти. Тянь-Шань входить до складу Урало-Монгольського (Охотського) складчастого геосинклінального пояса. Гороутворення, що створило сучасний високогірний рельєф, почалося в олігоцені і особливо виявилося в пліоцені і антропогені. Тянь-Шань — район активної сейсмічної діяльності. Родовища свинцю, цинку, нафти, газу, кам'яного вугілля, руд ртуті, стибію, олова, вольфраму, кобальту, поліметалічних руд, а також колчеданні, мідно-порфірові родовища. Багато родовищ нерудних будівельних матеріалів: мармуру, вапняків, гіпсу. Відомо понад 100 виявів прісних і мінеральних вод.

## Розташування
Загальна довжина системи становить понад 2800 км. На заході Тянь-Шань починається середньовисокими (2176 м) горами Каратау на території Казахстану. При входженні в межі Киргизстану висота збільшується вдвічі і сягає у Талаському Алатау вже 4484 м — гора Манас. Далі висота збільшується і досягає в Киргизькому хребті 4895 м. На кордоні Киргизстану та Китаю знаходиться найвища точка Тянь-Шаню — пік Перемоги (Жеңиш Чокусу) з висотою 7439 м. Друга за висотою точка гірської системи — гора Хан-Тенгрі на межі Казахстану, Киргизстану та Китаю з висотою 6995 м (з урахуванням льодовикової шапки — 7010 м). Далі на схід, уже в межах Китаю, висота гір зменшується. У хребті Халиктау вона сягає 5068 м — гора Таріскай. Ще східніше Тянь-Шань суттєво звужується та знижується до 3000 м, але потім, на крайньому сході, стрімко піднімається до позначки 4925 м.

## Характеристика
У геологічному відношенні гори складаються із сланцевих порід, пісковиків, вапняків, гнейсів і гранітів. На території гірської системи присутні великі тектонічні улоговини, найбільші з яких улоговина озера Іссик-Куль та Турфанська улоговина (–154 м над рівнем моря). Часті землетруси, болотно-кам'яні потоки — селі.
У Тянь-Шані починається багато великих річок, які зносять води льодовиків у навколишні посушливі регіони. Найбільшими такими річками є Нарин (твірна Сирдар'ї), Талас, Чу (Шу), Ілі, Аксу та інші.
Гірські пасма вкриті напівпустелями та сухими степами. Вище позначки 1300 м починаються альпійські луки, а в західній частині місцями зустрічаються листяні ліси з плодовими деревами. Вершини вкриті льодовики, найбільший із яких Інильчек Південний довжиною 59,5 км.
Території гірської системи охороняються низкою заповідників.

## Дослідження
Першим дослідником гірської системи Тянь-Шаню вважають П. С. Семенова-Тянь-Шанського у 1856 році, який за свою роботу отримав «титул» до свого прізвища. Тянь-Шань досліджувався Н. Л. Корженевським в 1921—1932 роках. Він відкрив льодовик у верхів'ї річки Сусамир. 1930 року на півночі Ферганської долини, між ущелинами Узунахмата та Атойнака (Каракульджи) було відкрито високі хребти, яких назвали Узунахматтау (4164 м) та Атойнакський. В 1931—1933 роках експедиції досліджували район злиття річок Нарин та Кьокьомерен, вони відкрили гори Кавантау (3700 м) з річкою Мін-Куш, що розділяє хребти.

## Населення
Тянь-Шань, розташований уздовж кордону між східним і західним Туркестаном, є домом для багатьох етнічних груп. Найчисленнішими з них є киргизи і уйгури, перші зосереджені на заході, а другі — на сході. Інші групи, які проживають по периферії ареалу, включають казахів, монголів і узбеків. Китайська частина долини річки Ілі привертає значну частину іммігрантів, включаючи біженців з інших регіонів.
У Східному Тянь-Шані існує автономний повіт для монголів, які сповідують буддизм. Сунітський іслам переважає серед киргизьких і уйгурських громад, а невеликі єврейські й російські православні громади розташовані в Урумчі і у Синьцзян-Уйгурському автономному районі Китаю. Під час Другої світової війни багато етнічних росіян, українців, євреїв, татар і представників кавказьких народів були депортовані із західної частини Радянського Союзу в радянські міста Тянь-Шаню. Зі зміцненням китайського контролю в Східному Туркестані, значно зросла кількість китайців у міських поселеннях Східного Тянь-Шаню.
Великі населені пункти є етнічно різноманітними. Міста у Ферганській долині залучають кваліфікованих іммігрантів із сусідньої території, так само як Бішкек, столиця Киргизстану, і Алмати, найбільше місто Казахстану. У східній частині гір китайці домінують у великому місті Урумчі.
Гори й озера, особливо ті, що розташовані поблизу міських центрів, приваблюють численних туристів.